# Robert E. Kelley

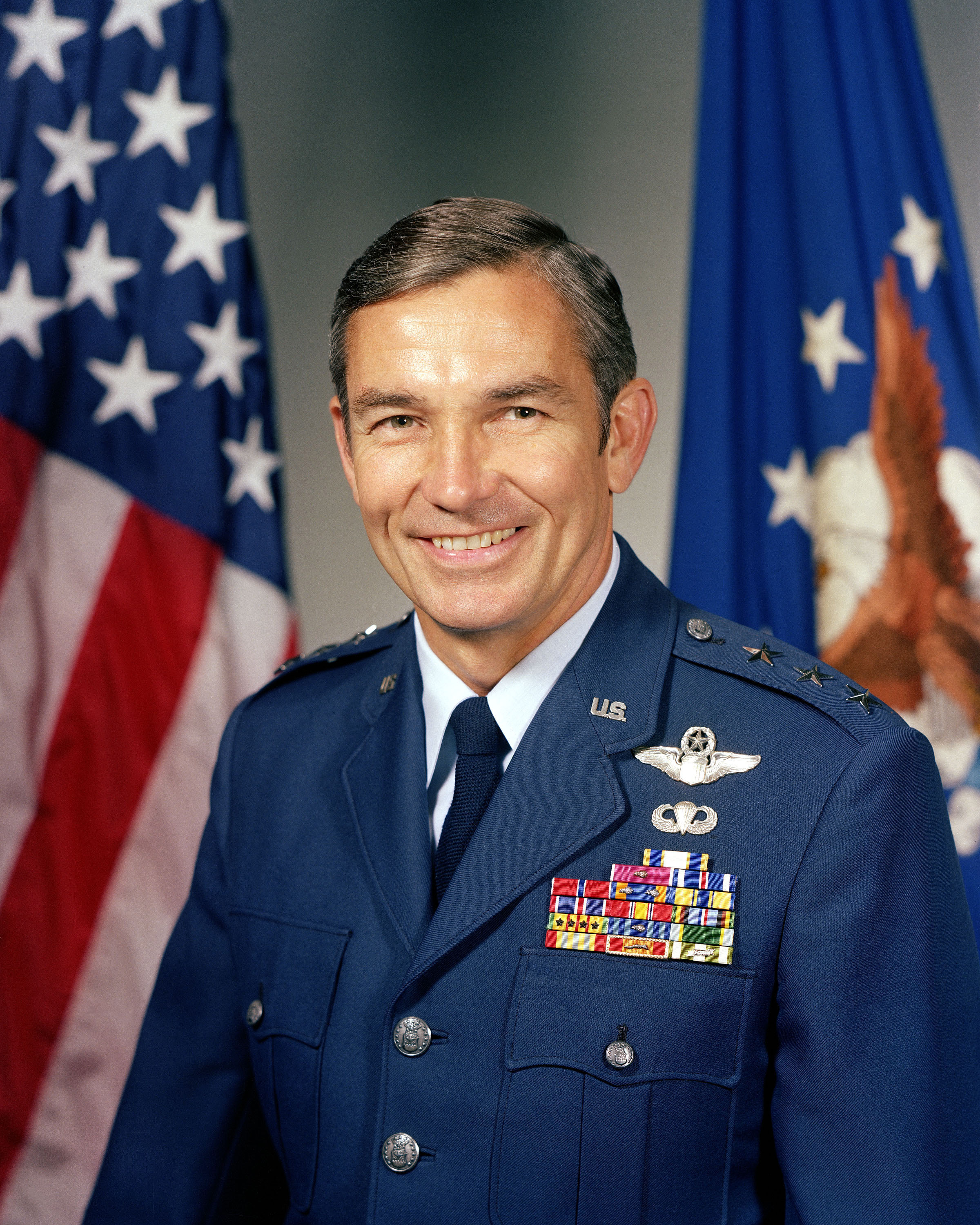
Robert E. Kelley

Robert Edwin Kelley (* 3. November 1933 in Albany, New York; † 5. Februar 2021 in Marblehead, Massachusetts) war ein Generalleutnant der United States Air Force. Er war unter anderem Leiter (Superintendent) der United States Air Force Academy.

## Leben
Robert Kelley wuchs in  New Canaan im Bundesstaat Connecticut auf und besuchte die Peekskill Military Academy in Peekskill im Staat New York. Über das ROTC-Programm der Rutgers University gelangte er im Jahr 1956 in das Offizierskorps der United States Air Force. Dort durchlief er anschließend alle Offiziersränge vom Leutnant bis zum Drei-Sterne-General.
Im Lauf seiner militärischen Karriere absolvierte er verschiedene Kurse und Schulungen. Dazu gehörten unter anderem eine Ausbildung zum Kampfpiloten und weitere Fortbildungskurse als Pilot neuer Flugzeugtypen, das National War College in Fort Lesley J. McNair in Washington, D.C. und der U.S. Air Force Fighter Weapons Instructor Course auf der Nellis Air Force Base in Nevada. Außerdem erhielt er einen akademischen Grad von der George Washington University.
In seinen frühen Jahren als Offizier der Luftwaffe war er zunächst an verschiedenen Stützpunkten in den Vereinigten Staaten stationiert. Von 1959 bis 1961 war er in Deutschland zunächst auf der Hahn Air Base und dann auf der Ramstein Air Base als Pilot bzw. als Waffenoffizier tätig. Ende des Jahres 1961 kehrte er für kurze Zeit noch einmal nach Deutschland zurück. In den Jahren 1964 bis 1967 war er an der Luftwaffenakademie in Colorado Springs in deren Sportabteilung als Trainer unter anderem im Bereich Lacrosse tätig.
Anschließend wurde er auf die Davis-Monthan Air Force Base in Arizona versetzt. Dort absolvierte er eine Ausbildung auf F-4-Maschinen. Danach war er dort selbst Ausbilder für diesen Flugzeugtyp. Es folgte eine Versetzung nach Südostasien, wo er in den Jahren 1969 und 1970 als Kampfpilot am Vietnamkrieg teilnahm. Dabei flog er 119 Kampfeinsätze. Gegen Ende seiner Zeit in Vietnam war er dann Stabsoffizier bei der 7. Luftflotte.
Nach seiner Rückkehr in die Vereinigten Staaten wurde Robert Kelley im Juni 1970 auf die Langley Air Force Base in Virginia versetzt, wo er bis August 1972 dem Stab des Tactical Air Command angehörte. Daran schloss sich sein Studium am National War College an, das er im Juli 1973 erfolgreich abschloss. Danach gehörte er in unterschiedlichen Funktionen dem Stab im Hauptquartier der Luftwaffe an.
Zwischen Juli 1977 und Juli 1978 war Kelley auf der Eglin Air Force Base in Florida stellvertretender Kommandeur des U.S. Air Force Tactical Air Warfare Centers. Anschließend kehrt er zur Davis-Monthan AFB zurück, wo er die Leitung über die taktische Ausbildung übernahm (commander of Tactical Training). Im März 1979 erhielt er auf der Nellis AFB das Kommando über das U.S. Air Force Tactical Fighter Weapons Center.
Sein nächster Auftrag führte ihn nach Colorado Springs in Colorado zur United States Air Force Academy. Am 16. Juni 1981 übernahm er dort als Nachfolger von Superintendent Kenneth L. Tallman die Leitung dieser Ausbildungsstätte. Dieses Amt bekleidete er bis zum 16. Juni 1983, als er von Winfield W. Scott Jr. abgelöst wurde. In der Folge kehrte er zur Langley AFB in Virginia zurück, wo er stellvertretender Kommandeur des Tactical Air Command wurde. Dieses Amt bekleidete er bis zu seiner Pensionierung am 1. September 1986.
Während seiner aktiven Zeit als Militärpilot absolvierte er über 4000 Flugstunden auf verschiedenen Flugzeugtypen.  
Nach seiner Pensionierung gründete Robert Kelley unter anderem eine Beraterfirma, die im Verteidigungssektor tätig war, und eine Sportmarketingfirma. Er starb am 5. Februar 2021 und wurde auf dem Friedhof der Luftwaffenakademie in Colorado Springs beigesetzt.

## Orden und Auszeichnungen
Robert Kelley erhielt im Lauf seiner militärischen Laufbahn unter anderem folgende Auszeichnungen:
- Air Force Distinguished Service Medal
- Legion of Merit
- Bronze Star Medal
- Distinguished Flying Cross
- Air Medal
- Air Force Commendation Medal
- Gallantry Cross (Süd-Vietnam)